# Кардонет
Кардонет (фр. Cardonnette) насеље је и општина у североисточној Француској у региону Пикардија, у департману Сома која припада префектури Амјен.
По подацима из 2011. године у општини је живело 454 становника, а густина насељености је износила 83,15 становника/km². Општина се простире на површини од 5,46 km². Налази се на средњој надморској висини од 80 метара (максималној 117 m, а минималној 56 m).

## Демографија
| 1962. | 1968. | 1975. | 1982. | 1990. | 1999. | 2011. |
| ----- | ----- | ----- | ----- | ----- | ----- | ----- |
| 167   | 213   | 275   | 408   | 458   | 417   | 454   |

График промене броја становника у току последњих година